# 認知療法
認知療法（にんちりょうほう、cognitive therapy）とは、人が成長するにつれ固定的なスキーマが形成され、それに基づいて歪んだ思考方法や考えが自然に浮かぶ自動思考が起こっており、そうした認知の歪みに焦点を当てて、認知を修正することで症状が改善されるとされる心理療法である。1960年代にアーロン・ベックが提唱した。
また認知療法の語は、1950年代にアルバート・エリスが提唱した論理療法や、ドナルド・マイケンバウムの自己教示訓練など、認知に焦点を当てる技法を総称して呼ぶことがある。しかし1990年代頃より、認知行動療法の概念が登場し、現在ではここに分類される。

## ベックとエリス
ベックとエリスは、それぞれ精神分析学を学んだ精神科医と心理学者であり、マイケンバウムは行動療法を行っていた心理学者である。彼等の共通点は、外的な出来事が感情や身体反応を直接引き起こすのではなく、そうした出来事をどのように認知するかによって身体反応や感情、行動が異なってくるとし、精神疾患やそれに対する心理療法における「認知」の役割を重視した点にある。

## 認知とは
認知療法における認知とはたいていの場合「言語化された思考」を指す。これは認知心理学の認知と必ずしも一致しない臨床上の緩やかな概念である。本項目では前者の認知を指すことする。
人間は世界のありのままを観ているのではなく、その一部を抽出し、解釈し、帰属させているなど「認知」しているのであって、その認知には必ず個人差があり、客観的な世界そのものとは異なっている。それゆえ、誤解や思い込み、拡大解釈などが含まれた自らに不都合な認知をしてしまい、結果として様々な嫌な気分（怒り、悲しみ、混乱、抑うつ）が生じてくると仮定している。認知療法では不快な気分や不適切な行動の背景として「考え方」つまり「認知」に着目し、この不都合な認知⇒気分の流れを紙などに書いて把握すること、また、それらに別の観点を見つけるべく紙に書いて修正を試みる事が根幹である。そのために根拠を問うたりする。それらの気分を生じさせる拡大解釈などをアーロン・ベックに学んだデビッド・D. バーンズの1989年の著作『フィーリングGoodハンドブック』（英語版:The Feeling Good Handbook）では認知の歪み(Cognitive distortion)をいう。

## 認知療法の理論
認知療法では、人が成長するにつれ固定的な自己スキーマが形成され、それに基づいて歪んだ思考方法や考えが自然に浮かぶ自動思考が起こっており、そうした認知の歪みに焦点を当てて、認知を修正することで症状が改善されるとされる。
認知に働きかける数多くの技法が存在する。ネガティブな思考の記録（いわゆるコラム法）、思考の証拠さがし、責任帰属の見直し、損得比較表（元々、フランクリンの表と呼ばれるもの）、認知的歪みの同定、誇張的表現や逆説の利用、症状や苦痛の程度についてスケール（尺度）で表現、イメージの置き換え、認知的リハーサル、自己教示法、思考中断法、気晴らしの利用、直接的な論争……。他にも、活動スケジュールを記録する等、行動療法で使われてきた多くの技法についても、ベックは（またエリスも）当初から積極的に自らの技法に取り入れていった。
うつ病の治療法として、一般的に薬物療法とは別のアプローチとして利用されている。但しコラム法は自動思考と分析を行うので、時間と体力、気力を多大に必要としする。それ故にうつ病の急性期には適切な治療方法として利用するのは難しい。コラム式は思い込みによる自動思考から自己否定に陥っている場合は有効だが自らの行動に正当性を感じ、自分を責めないケースでは使えない。

## 適応
英国国立医療技術評価機構（NICE）の2011年臨床ガイドラインでは、うつ病、PSTD、強迫性障害の適応にCBTを含めている。アメリカの保険会社は治療効果を承認している。

### 大うつ病

ベックのネガティブ認知トライアングル

ベックのうつ病病因論によれば、うつ状態にある人々は、かつて小児期および青年期において世界に対してのネガティブな自己スキーマを取得するとされる。うつ病を経験した小児および青年は、このネガティブなスキーマを早期に取得する。 人々は、親の喪失、仲間の拒否、いじめ、親や親からの批判、親の抑うつ的態度、他の否定的な出来事を通じて、そのようなスキーマを取得する。 このようにしてネガティブなスキーマを持っている人物が、何らかの方法でかつて学習したスキーマと状態に似ている状況に再び遭遇すると、その人のネガティブなスキーマが活性化されるという。
ベックのネガティブ認知トライアングル（Beck's cognitive triad）は、うつ病の人々は、自分自身、世界での彼らの経験、そして未来について否定的な考えを持っている事を示している。例えば、うつ病の人々は「面接でへまをしたから、私は職を得られなかったのだ。面接官は決して私を好きになれず、誰も私を雇うことは望んでいないだろう」と考えるだろうが、そうでない人は同じ状況で「面接官は私にあまり注意を払っていなかったようだ、既に他の人を選んでいたのかもしれない。次に運が回ってくるかもしれないし、私ももうすぐ職を得るだろう」と考えるだろう。ベックは他にも論理の飛躍、選択的抽象化、行き過ぎた一般化、拡大解釈と過少解釈など、様々な認知の歪みを挙げ、それらはうつ病を持続させるものであるとしている。
2008年にはベックはうつ病の統合発達モデルを提案しており、それには遺伝学と神経科学の研究が組み込まれている。
NICEの臨床ガイドラインにおいては、特に抑うつに対しては必ずCBT（もしくは他の心理療法・運動療法）を試みるよう勧告している。

### そのほか
- 学業達成[10][11]
- 依存症
- 不安障害[12]
- 双極性障害[13]
- 自尊心の低さ[14]
- 恐怖症[15]
- 統合失調症[16]
- 薬物乱用[17]
- 自殺念慮[18]
- 体重減量[19]

## 治療
治療は一般的に医師や心理カウンセラーのもとで行われるが、メディアでもてはやされるほどには、治療者がいないのが現状である。

### セルフヘルプ
認知療法を対話形式で行うことができる書籍も出版されている。うつ病に対する『いやな気分よ、さようなら』や『フィーリングGoodハンドブック』がそうである。

## 歴史
ベックは、1976年に『認知療法』(Cognitive Therapy and Emotional Disorders)を出版し、認知療法の体系的な概念を初めて紹介した。最初に原稿を持ち込んだ出版社では、あまりにも簡単だということで出版を断られたという逸話がある。
日本での『認知療法』の邦訳は1990年である。1998年3月には日本認知療法研究会が設立される。2001には発展的に日本認知療法学会となる。